# Autogenocida
Autogenocida je exterminace či genocida občanů země spáchaná vlastní vládou či lidem.

## Dějiny
Pojem autogenocida byl poprvé použit v druhé polovině 70. let k popisu zločinů proti lidskosti spáchaných režimem Rudých Khmérů v Kambodži k odlišení od genocid spáchané cizí vládou, například vraždění lidí židovského a slovanského původu nacistickým Německem.